# Bahnhof Wissous

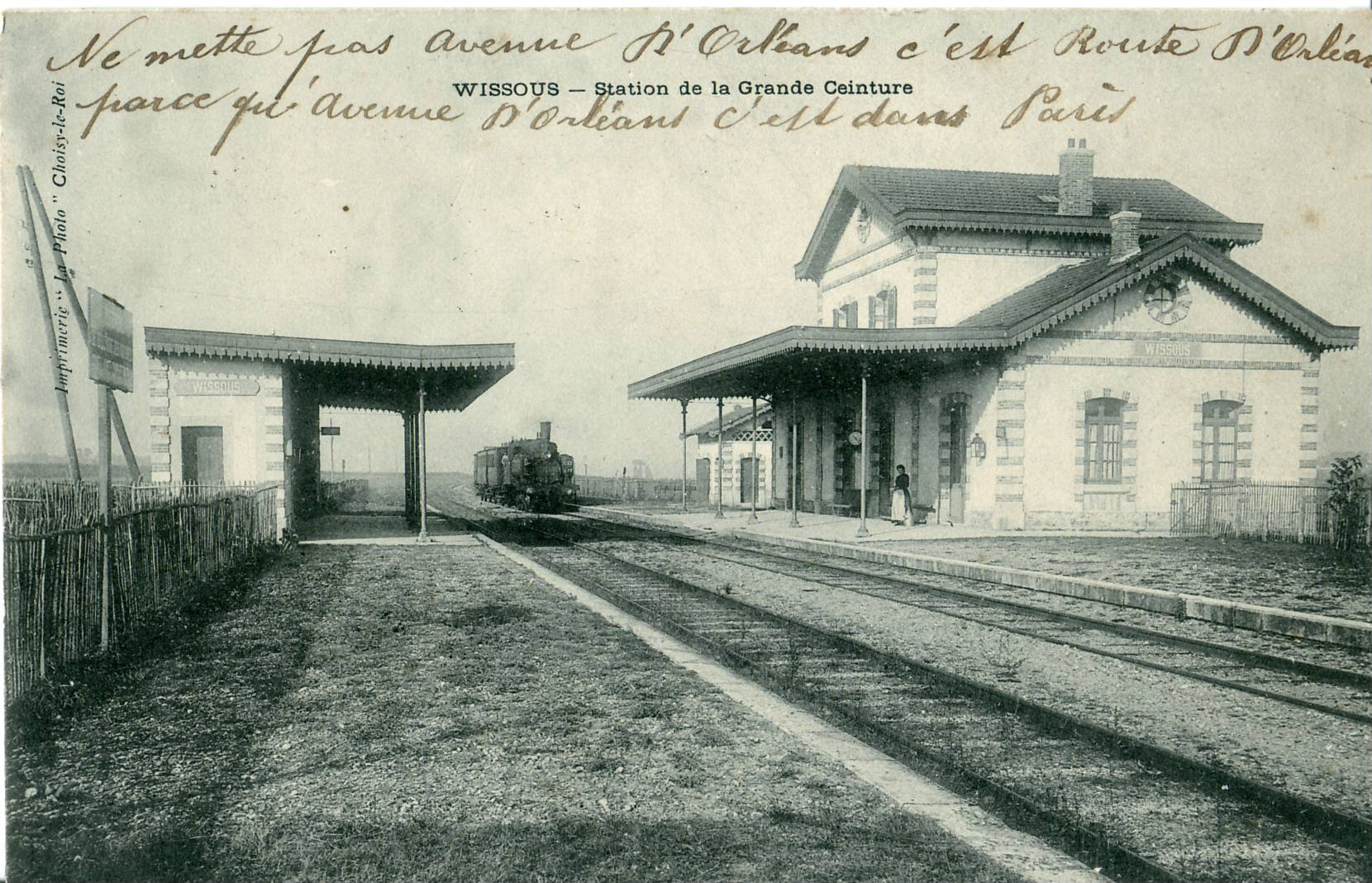
Der Bahnhof in Wissous auf einer Postkarte aus dem Jahr 1905

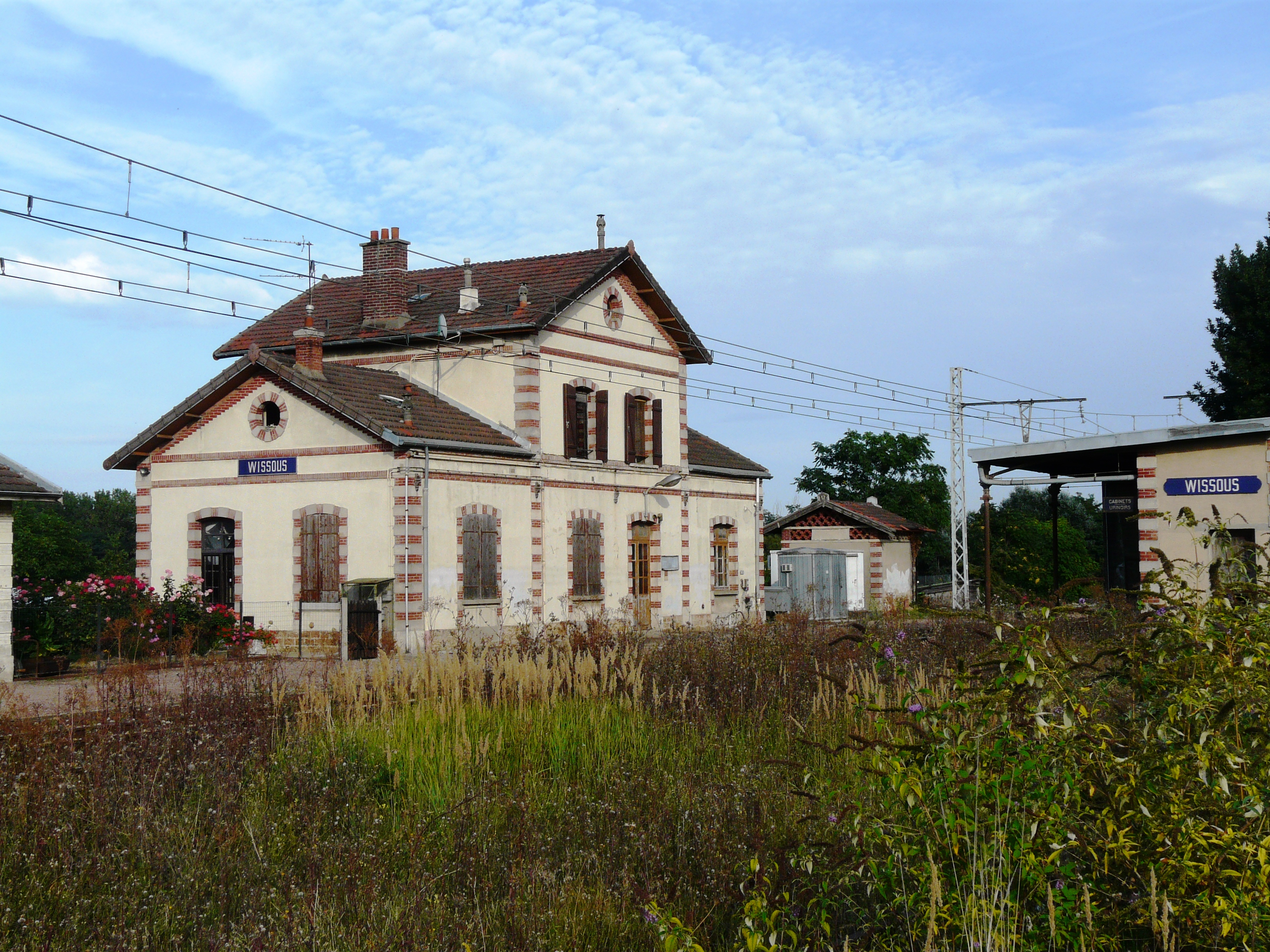
Aufnahme von 2010

Der Bahnhof Wissous liegt in der französischen Gemeinde Wissous im Département Essonne in der Region Île-de-France. Der Bahnhof an der Chemin de Fresnes wurde für die strategische Verbindung zwischen Palaiseau und Villeneuve-Saint-Georges, der Ligne de la grande ceinture de Paris, erbaut und am 18. Oktober 1886 eröffnet.  
Das zweigeschossige Bahnhofsgebäude aus Ziegelmauerwerk und Kalkstein, das 1893/94 errichtet wurde, wurde nach langem Leerstand an Privatleute verkauft.

## Geschichte

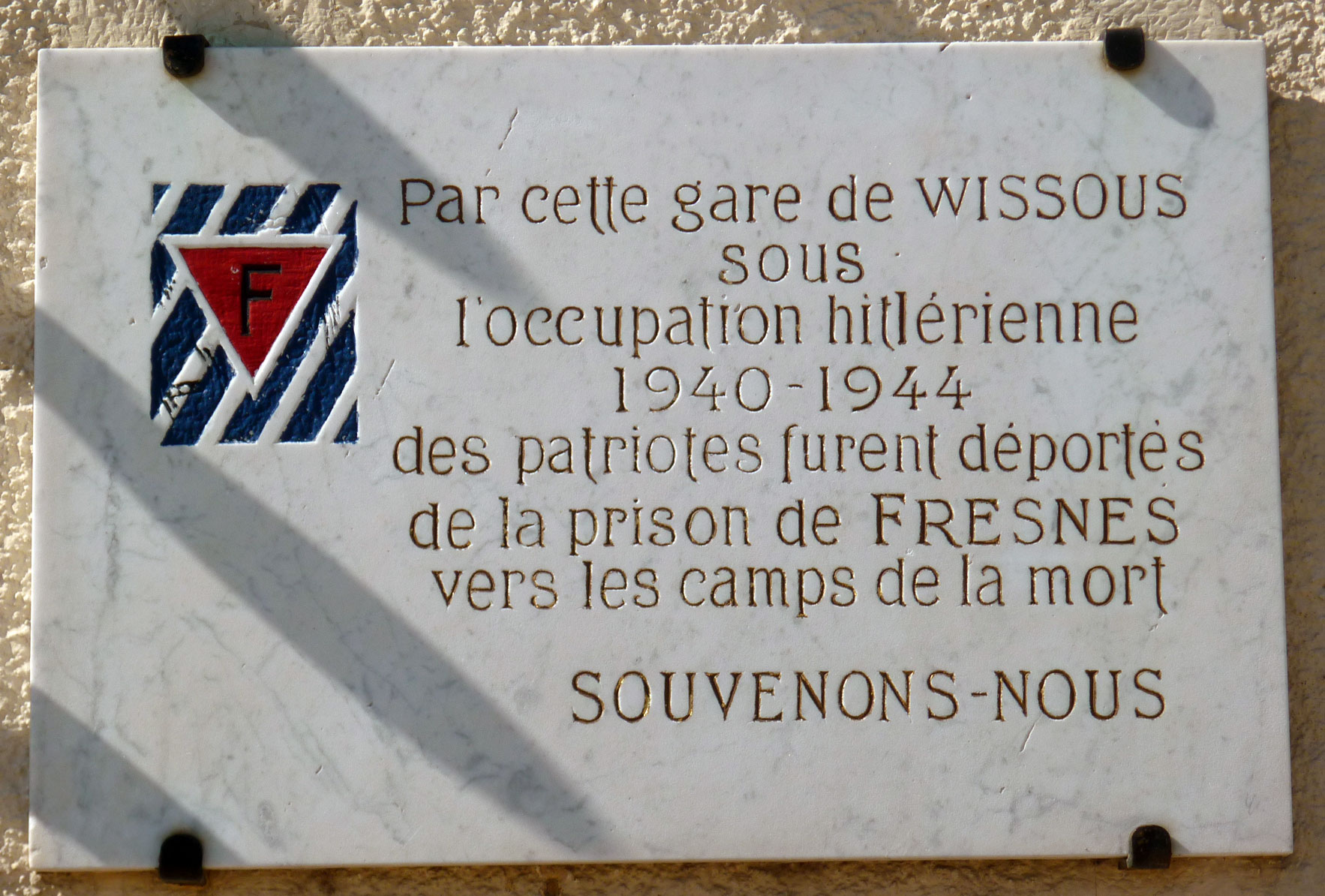
Gedenktafel am Bahnhofsgebäude

Während der Deutschen Besetzung Frankreichs im Zweiten Weltkrieg wurden vom Bahnhof in Wissous politische Gefangene, die zuvor im Gefängnis von Fresnes gefangen gehalten wurden, in deutsche Konzentrationslager deportiert.